# Ourton
Ourton település Franciaországban, Pas-de-Calais megyében. Lakosainak száma 724 fő (2022. január 1.). Ourton Divion, Beugin, Camblain-Châtelain, La Comté és Diéval községekkel határos.

## Népesség
A település népességének változása:
| Lakosok száma | 793  | 778  | 781  | 769  | 767  | 763  | 750  | 737  | 724  |
|               | 2013 | 2015 | 2016 | 2017 | 2018 | 2019 | 2020 | 2021 | 2022 |